# Cuareim
De Cuareim (Spaans) of Rio Quaraí (Portugees) is een door Brazilië en Uruguay stromende zijrivier van de rivier de Uruguay. De rivier is de grens tussen het Uruguayaanse departement Artigas en de Braziliaanse staat Rio Grande do Sul en is 351 kilometer lang. Quaraí betekent in het Guarani: Water van het diepe gedeelte van de rivier dat stroomt.
Het stroomgebied van de rivier is ongeveer 14.800 km² groot. Hiervan ligt ongeveer 55% op Uruguayaans grondgebied en de overige 45% op het grondgebied van Brazilië. De maandelijkse hoeveelheid neerslag in het stroomgebied van de Cuareim fluctueert sterk, waardoor men dammen en reservoirs heeft moeten aanleggen om de verschillen op te vangen en overstromingen te kunnen beheersen. De rivier is niet geschikt voor binnenvaart.
De belangrijkste steden langs de Cuareim zijn Artigas en Quaraí in de middenloop en Bella Unión en Barro de Quaraí bij de monding in de Uruguay.